# Donji Lajkovac
Donji Lajkovac (em cirílico: Доњи Лајковац) é uma vila da Sérvia localizada no município de Lajkovac, pertencente ao distrito de Kolubara. A sua população era de 415 habitantes segundo o censo de 2011.

## Demografia
| 1948 | 1953 | 1961 | 1971 | 1981 | 1991 | 2002 | 2011 |
| ---- | ---- | ---- | ---- | ---- | ---- | ---- | ---- |
| 656  | 693  | 661  | 578  | 601  | 571  | 494  | 415  |